# Benito Juárez, Cosamaloapan de Carpio
Benito Juárez är en ort i Mexiko.   Den ligger i kommunen Cosamaloapan de Carpio och delstaten Veracruz, i den sydöstra delen av landet, 400 km öster om huvudstaden Mexico City. Benito Juárez ligger 17 meter över havet och antalet invånare är 702.
Terrängen runt Benito Juárez är mycket platt. Runt Benito Juárez är det ganska glesbefolkat, med 40 invånare per kvadratkilometer. Närmaste större samhälle är Loma Bonita, 19,2 km söder om Benito Juárez. Trakten runt Benito Juárez består till största delen av jordbruksmark.